# Strypsex
| Strypsex (asfyxiofili, asfyxofili, erotisk kvävning, hypoxifili) |
| --- |
| Kvinna som med struptag begränsar sin egen andning. - Betydelse – variant av sex (samlag eller onani) - Syfte – sexuell upphetsning genom syrebrist eller lek med dominans och underkastelse - Risker – våld utan samtycke, risk för hjärtstillestånd eller hjärnskador genom medvetslöshet - Relaterade begrepp – struptag, Strypleken, BDSM |

Strypsex (även känt som asfyxiofili, asfyxofili, hypoxifili eller erotisk kvävning) är en sexuell beteendevariant. Den syftar till att framkalla sexuell upphetsning, hos någon annan eller sig själv, genom att begränsa syretillförseln eller någons rörlighet. Effekten kan bland annat nås genom struptag, ett handgrepp som bland annat kan användas som del av en dominanslek. Strypsex i samband med onani benämns ibland stryprunk.
Strypsex och framkallande av syrebrist är en riskfylld aktivitet, med risk för att framkalla medvetslöshet, och årligen leder detta till att ett antal personer avlider. Som del av en dominanslek kan struptag dock utföras utan att målet är försvårad andning, utan snarare begränsad rörlighet. Aktiviteten under ett samlag kan beskrivas som en typ av "hårt sex".

## Funktion och risker

### Syrebrist eller dominanslek
Strypsex kan göras för att intensifiera den sexuella upphetsningen och orgasmupplevelsen hos en person som får förhindrad syretillförsel. En sänkt halt av syre i inandningsluften eller försvårande av andningen leder till en ökad mängd koldioxid i kroppen, vilket kan leda till en lätt eller svårare yrsel eller svimning. Den lustfyllda känslan, som kan motsvara den som framkallas vid inandning av lustgas, kan förstärkas i samband med onani eller samlag. Lustkänslan kan även inträffa när kroppen återfår möjligheten att andas fritt igen.
Den sexuella upphetsningen kan även förstärkas av att ens rörelsefrihet begränsas. Denna begränsning kan ske genom att man blir fasthållen genom ett mer eller mindre fast struptag, och praktiken förekommer i en hel del pornografi. Inspiration från pornografin leder ibland till att struptag utförs utan tydligt samtycke från den andra parten, ett problem som fått stor uppmärksamhet genom skriverier i olika massmedier. Det anses att flickor/kvinnor drabbas betydligt oftare av detta än pojkar/män.
En kanadensisk undersökning bland personer som överlevt incidenter med strypsex noterade att 71 procent ägnade sig åt olika masochistiska aktiviteter, liksom att 31 procent även tog sadistiska roller under sex. 66 procent använde sig av bondage, 44 procent applicerade klämmor på sin egen kropp, 14 procent stimulerade sig med hjälp av elektricitet och 37 procent piskade sig själva. Den högsta njutningsnivån angavs komma från hindrandet av fri andning, men även förlusten av kroppslig kontroll och medvetslöshet sas vara viktiga för att uppnå sexuell upphetsning.

### Dödsfall
I USA har American Psychiatric Association beräknat att ett dödsfall på miljonen förorsakas av någon form av strypsex, medan FBI beräknar att strypsex förorsakar cirka 1 000 årliga dödsfall. I USA anses 250 till 1 000 personer avlida varje år som följd av asfyxiofili som lett till plötsligt blodtrycksfall och hjärtstillestånd. En artikel i Svenska Dagbladet 1995 nämnde att mängden årliga dödsfall i Sverige kunde vara cirka tio.
Asfyxiofili förknippas ofta med män. 2006 citerades ur en stor studie där var femte man som hittats död i samband med asfyxiofili var klädd i kvinnokläder, och intresset för autoerotiskt strypsex anses ofta vara kopplad till intressen för masochism, transvestism, bondage eller fetischism. En kanadensisk studie som publicerades i British Journal of Psychiatry angav att endast 1 av 117 dödsolyckor i samband med strypsex involverade en kvinna.
Det medicinska intresset för autoerotisk asfyxiofili går tillbaka till 1600-talet, och till en början användes det som ett botemedel för impotens. Idén att använda detta anses ha kommit från upptäckten av hur en mans kropp kan reagera när han blir hängd. Där kan den hängde få erektion (ibland även utlösning), en effekt som ibland kan kvarstå även efter dödens inträdande. Traditionellt har växten alruna ansetts spira på galgbacken ur de hängdas sperma.

## Sammanhang

### Del av onani
Asfyxiofili kan utföras som del av en autoerotisk praktik, och ibland omnämns detta som stryprunk. Genom att begränsa syretillförseln kan den sexuella njutningen under onanin förstärkas, och försättandet i vanmakt kan vara starkt upphetsande. Begränsningen kan ske genom kedjor, band, remmar eller rep runt halsen eller andra delar av andningsapparaten, liksom av påsar som förhindrar en fri andning eller nedsänkning av huvudet i vatten. Praktiken är förknippad med stora hälsorisker, och eftersom den i regel sker utan någon annan i närheten kan misstag under utövandet leda till svåra konsekvenser.
Ett antal dödsfall har rapporterats i samband med stryprunk, och musikern Michael Hutchence anses ha dött på detta sätt. Även skådespelaren David Carradine och den brittiska politikern Stephen Milligan omtalas i samband med stryprunk som lett till döden. Ibland sägs vita medelålders män vara överrepresenterade bland personer som dras till att utöva (autoerotiskt) strypsex. I en tysk studie av 40 dödsolyckor i samband med autoerotiskt sex noterades att de upptäckta kropparna oftast var nakna eller med händerna runt könsorganen. Pornografi eller sexleksaker var vanligt förekommande på olycksplatsen, liksom utkastat ejakulat.

### Del av samlag
Strypsex i samband med samlag kan ofta ske genom att någon lägger handen hårt runt en annans hals och därmed begränsar eller försvårar lufttillförseln. I likhet med den autoerotiska praktiken kan detta ge förhöjda sexuella lustkänslor för personen med försvårad andning (jämför lustgas). Beroende hur man håller eller vad syftet är kan handhållandet även istället vara del av en dominanslek, där någon begränsar rörelsefriheten för en annan i syfte att leka med dominans och underkastelse (se vidare BDSM). Det finns en mängd olika varianter av struptag, och lätta handgrepp – med mer teatral och symbolisk betydelse i en lek runt dominans – behöver inte leda till försvårad andning. Utöver olika sorters lättare eller hårdare struptag kan man även hålla för mun och näsa. En annan praktik är att använda strypkoppel (se även halsband (BDSM)).
Struptag och andra dominerande praktiker är vanligt förekommande inom mainstreampornografi och mycket vanlig inom våldspornografi, och pornografins ökade tillgänglighet anses ha bidragit till att strypsex av olika slag på senare år blivit mer förekommande i samband med samlag. Ofta kan dessa handlingar genomföras utan att deltagarna är medvetna om lämpliga handgrepp eller de olika hälsoriskerna, och det anses hos ungdomar vara vanligare att flickor än pojkar utsätts för oönskat strypsex.
Ansiktsridning och irrumatio kan vara andra sätt att försvåra andningen och höja lustkänslan under ett samlag.

### Strypleken
Strypleken är en riskfylld lek, där man utmanar sig själv och någon annan i att framkalla svimning. Den har i regel inte sexuell koppling utan är mer en sorts tävling, där man utmanar någons mod och vilja att ta risker. Däremot uppges den som svimmar då få en "kick". I likhet med andra typer av framkallad syrebrist kan leken innebära stora hälsorisker genom svårigheten att kontrollera andning och syretillförsel, och resultatet kan bli bestående hjärnskador. Leken inkluderar ofta en inledande hyperventilering, hårda tryck runt halsen och en efterföljande avsvimning. "Väckningen" ur medvetslösheten kan ske genom örfilar.

## Etymologi och ord
Ett antal olika uttryck förknippas med den här typen av praktik. Hypophilia är vanligen förekommande inom den engelskspråkiga litteraturen, men även den möjligen mer medicinskt korrekta benämningen asphyxiophilia. Som sexuell lek används ofta termen breath play, medan en vanlig medicinsk term för handlingen är erotic asphyxiation.
Orden hypoxifili och asfyxiofili har grekiskt ursprung. Den förra är bildad från hypo ('under'), oxygen ('syre') –'syrebrist' – och philia ('kärlek, vänskap'). Förledet i asfyxiofili är bildat från a ('icke, o-') och sphyzein ('bulta, slå'; om pulsen). Asfyxi är från det grekiska ordet för 'pulslöshet' eller 'syrebrist'.